# Mandi Bahauddin
Mandi Bahauddin é uma cidade do Paquistão, capital do Distrito de Mandi Bahauddin, localizada na província de Punjab.